# 洋食

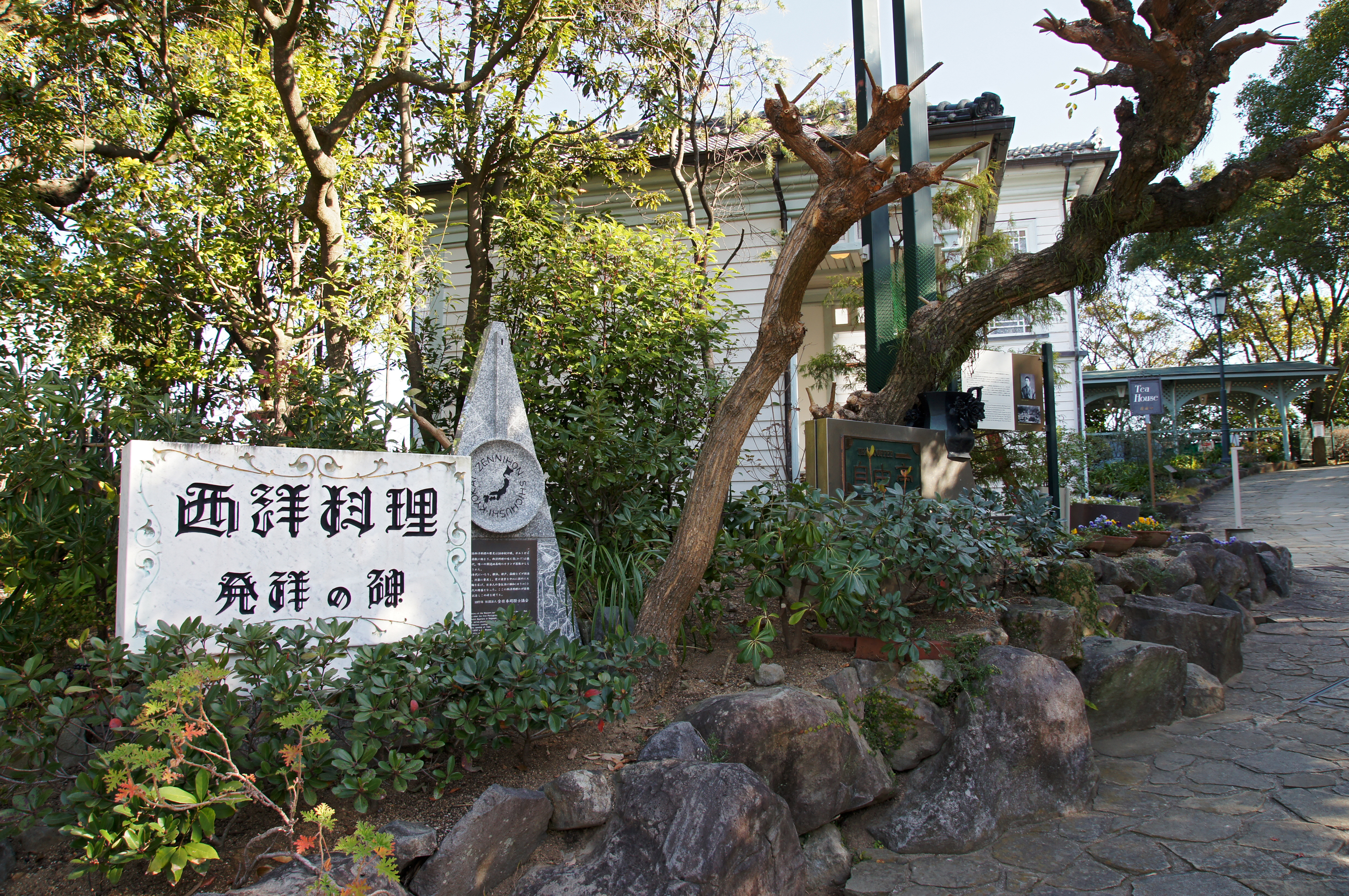
グラバー園・自由亭前にある「西洋料理発祥の碑」。長崎県長崎市

洋食（ようしょく）とは、広義では西洋料理全般を指し、狭義では日本で独自に発展した西洋料理を指す。それらは日本で開発された料理ではあるが、和食とは明確に区別されている。本項では、後者の日本で独自に発展した西洋料理について記述する。

## 洋食の誕生
洋食は幕末から明治時代初期に日本人の食卓に徐々に現れたもので、元々は日本在住の西洋人のため西洋料理店が開発したといわれている。
それらの店で下働きした日本の料理人たちは、のちに日本各地で自分の店を開き、西洋料理（洋食）を広めた。また日本の陸海軍は、その建軍においてヨーロッパの列強国軍（主にフランス軍・イギリス軍）に範を取ったため、早くから西洋式の料理を給食や野戦糧食に取り入れていた。こうして徐々に日本人に知られるようになった西洋料理は、従来の日本の食事（和食）に対して「洋食」と呼ばれるようになった。古い例では、1882年（明治15年）、福澤諭吉が著作の『帝室論』の中で「洋食」の語を使っている。
それまで日本人は一般的に獣肉食を忌避していたため（ただし、山間部などでは狩猟と肉食がそれなりに行われていた）、牛肉や豚肉を主体とする西洋料理には大きな抵抗感があった。しかし明治政府が国民の体格向上のため肉食を奨励したり、明治天皇が自ら牛肉を膳に上せられたという新聞報道などもあり、庶民のあいだでも牛鍋などの形で徐々に肉食が始まった。

## 食事の代わり
明治時代の日本において、西洋料理の食材を完全に揃えることは困難で、しばしば代用品が使われた。また日本人向けにアレンジが加えられることもあった。そうして生まれた日本的な洋食の代表が、ポークカツレツ、カレーライス、コロッケ、カキフライ、エビフライ、オムライスである。ポークカツレツは、豚カツと名を変え、茶碗飯と味噌汁と漬け物をセットにした日本料理と化すにいたっている。また近年では、北海道のエスカロップのように、ご当地料理として町おこしに使われている料理もある。明治期には西洋料理は高級なものであり、フランス料理が中心であったが、大正時代から昭和の戦前期には日本的な洋食を中心とした大衆向けの洋食店も登場するようになった。
マカロニグラタン、クリームコロッケ、コンソメスープ、ポタージュ（フランス料理）、ビーフシチュー（イギリス料理）、ピカタ（イタリア料理）、ステーキなどは、西洋の調理法をほぼそのまま踏襲している洋食である。これらは戦前は高級料理であったが、太平洋戦争後、アメリカの小麦戦略（PL480＝余剰農産物処理法）により、パン食の普及など日本人の食生活の洋風化が急速に進み、ポピュラーな洋食となったものである。

## 歴史
- 1854年12月8日 （嘉永7年10月19日）、長崎で、蘭医柴田方庵が、西洋料理を来客約20人に供応した[4]
- 1863年（文久3年）、日本初の西洋料理店「良林亭」が長崎で開業。店主兼料理長は草野丈吉（1840－1886）。草野は、長崎出島のオランダ商館で皿洗いをしながら西洋料理を習得した[5]。パトロンは明治を代表する実業家の渋沢栄一と五代友厚。外国人や薩摩藩士に重用された。※『良林亭』は開業後、その年の内に「自遊亭」に店名を変え、さらに1865年（慶応元年）に「自由亭」と改称した。グラバー園では旧自由亭として紹介されている。草野は五代により1868年に設置された大阪川口居留地の外国人止宿所の司長に任命され、その後独立して大阪初の洋式ホテル「自由亭ホテル」を開業し、明治天皇や外国要人などに洋食を提供した[6]。
- 1868年（慶応4年）、築地ホテル館開業。レストラン初代料理長はフランス人コックのルイ・ベギュー。このレストランが日本で最初のフランス料理店とされる。
- 1869年（明治2年8月）、横浜姿見町で、長崎県人大野谷蔵が外人相手の西洋割烹を開業した[7]。
- 1872年（明治5年）、現在も営業する日本最古の西洋料理店とされる築地精養軒（支店の上野精養軒が存続）が本開業[8][信頼性要検証]。
- 1872年（明治5年）、西洋料理のレシピ集『西洋料理指南』（敬学堂主人）、『西洋料理通』（仮名垣魯文）が出版される。
- 1895年（明治28年）、銀座に「煉瓦亭」創業。「煉瓦亭」はソテー料理であったカツレツを大量の油で揚げる調理法によって改良を行い、その後に大流行する豚カツなど日本の洋食に大きな影響を与えた。
- 1897年（明治30年）、和洋折衷料理という言葉が流行。東京の洋食店が1500店を数えた。
- 1917年（大正6年）、『コロッケー（コロッケの唄）』が流行。歌詞は「ワイフを貰ってうれしかったが、いつも出てくるおかずはコロッケー、年がら年中コロッケー、アハハッハ、是りゃ可笑しい」というもの。新妻は、女学校で学んだ当時のハイカラな洋食であるコロッケを毎日張り切って作っていたのだが、亭主はうんざりしてしまったという内容である[9]。
- 1924年（大正13年）、東京神田に和・洋・中華のすべてを扱う大衆食堂「須田町食堂」が開店し、廉価（8銭）でカレーライスをメニューに載せるなどして人気となった[注 1]。このころ、お好み焼きのルーツのひとつである「一銭洋食」が西日本の駄菓子屋で人気となる。これは小麦粉を水で溶いたものを鉄板に広げ、刻みネギなどを乗せて焼きウスターソースをかけて食べる、同時期の東京でどんどん焼きと呼ばれたものとほぼ同一の食べ物である。
- 1950年（昭和25年）、銀座に「銀座キャンドル」創業。初代店主は籠にフライドチキンを盛った「チキンバスケット」や「アップルパイアラモード」など、当時斬新なメニューを提供し、赤×白のギンガムチェックのテーブルクロスを用い、アメリカ料理と洋食をミックスした。
- 1956年（昭和31年）、栄養改善指導のため、数台のキッチンカーが日本中を走り、洋食（および中華料理）の調理法を教えて回った。スケジュールは新聞で告知され、主婦たちのあいだで大人気となった。献立の食材は各地域ですぐに売り切れるほどだった（めざとい商店はあらかじめ食材をたくさん仕入れたという）。これはアメリカ合衆国農務省が資金援助を行ったもので、その条件は「献立にかならず小麦粉を使った料理を入れること」だった。「フライパン運動」とも呼ばれ4年余り続き、その後も各自治体が数年にわたって引き継いだ。日本食生活協会が設立されたのもこの頃である。洋食は「近代的で望ましい食」とされ、このころ日本人の食生活が大きく転回した。

## 日本固有の洋食
近年においては、従来のように西洋料理全般を大雑把に洋食と呼ぶことは減り、フランス料理・イタリア料理・スペイン料理・ロシア料理・ドイツ料理などと国別に呼びわけるのが普通になっている。そのため、いまは日本で独自に進化した西洋風の料理のことを「洋食」とすることが多い。岡田哲は『とんかつの誕生』(p72)で、「パンと合うのが西洋料理であり、米飯と合うのが洋食」という説を唱えた。
また石毛直道は『講座 食の文化 第二巻 日本の食事文化』で、「“洋食”は特定の欧米に限定されたモデルをもたない。それは、日本人がばくぜんとイメージした欧米一般のことであり、いわば日本で再構成された外来風の食事システムである」（同書p381）と述べている。また村岡實は、平凡社の『世界大百科事典』の「洋食」の項のなかで、「洋食には多分に日本的な要素がふくまれている」と指摘している。
一般社団法人日本洋食協会によると、「洋食とは米飯に合わせて食す、日本独自の進化を遂げた西洋料理」と定義している。

### 洋食料理

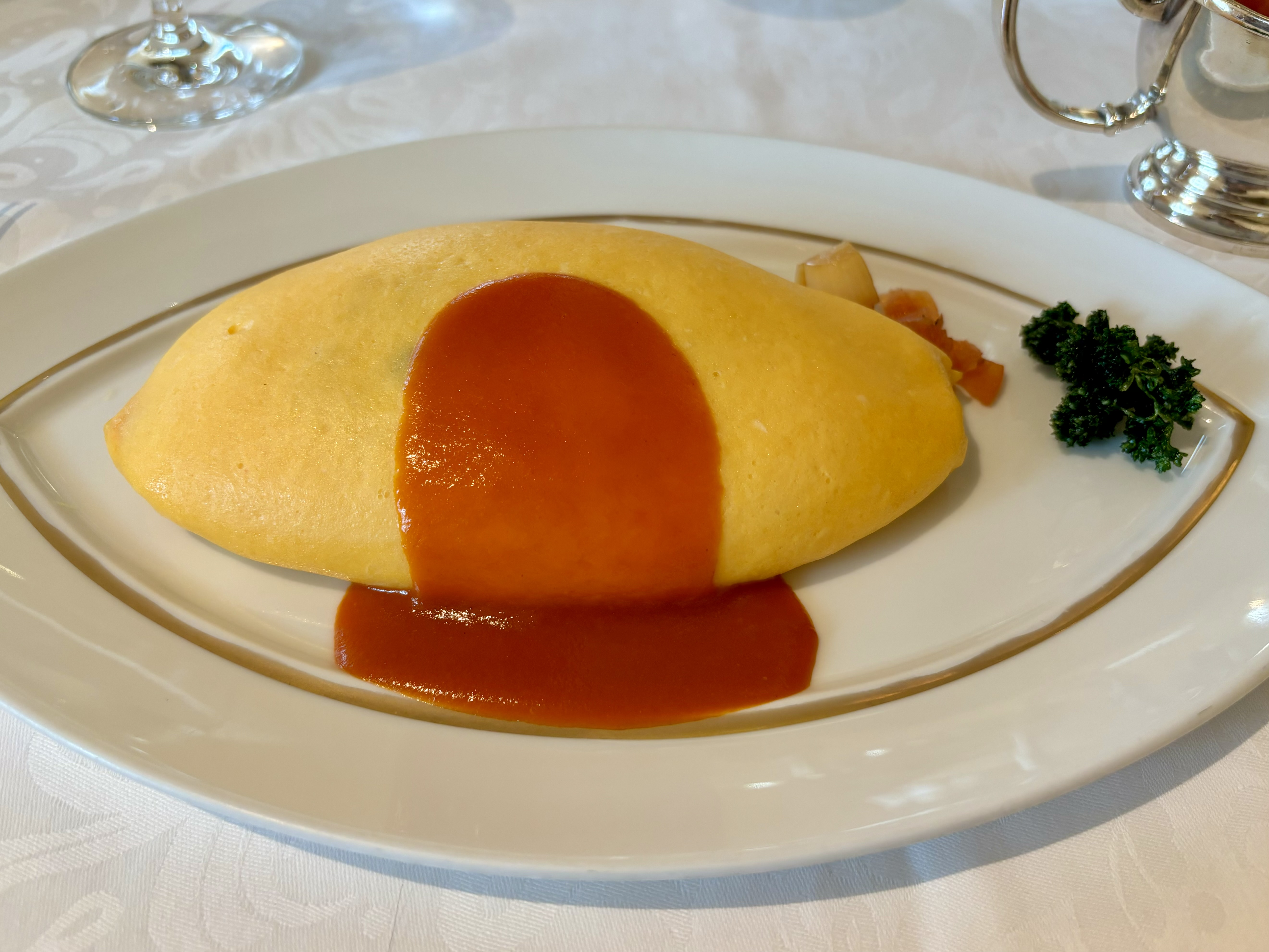
オムライス

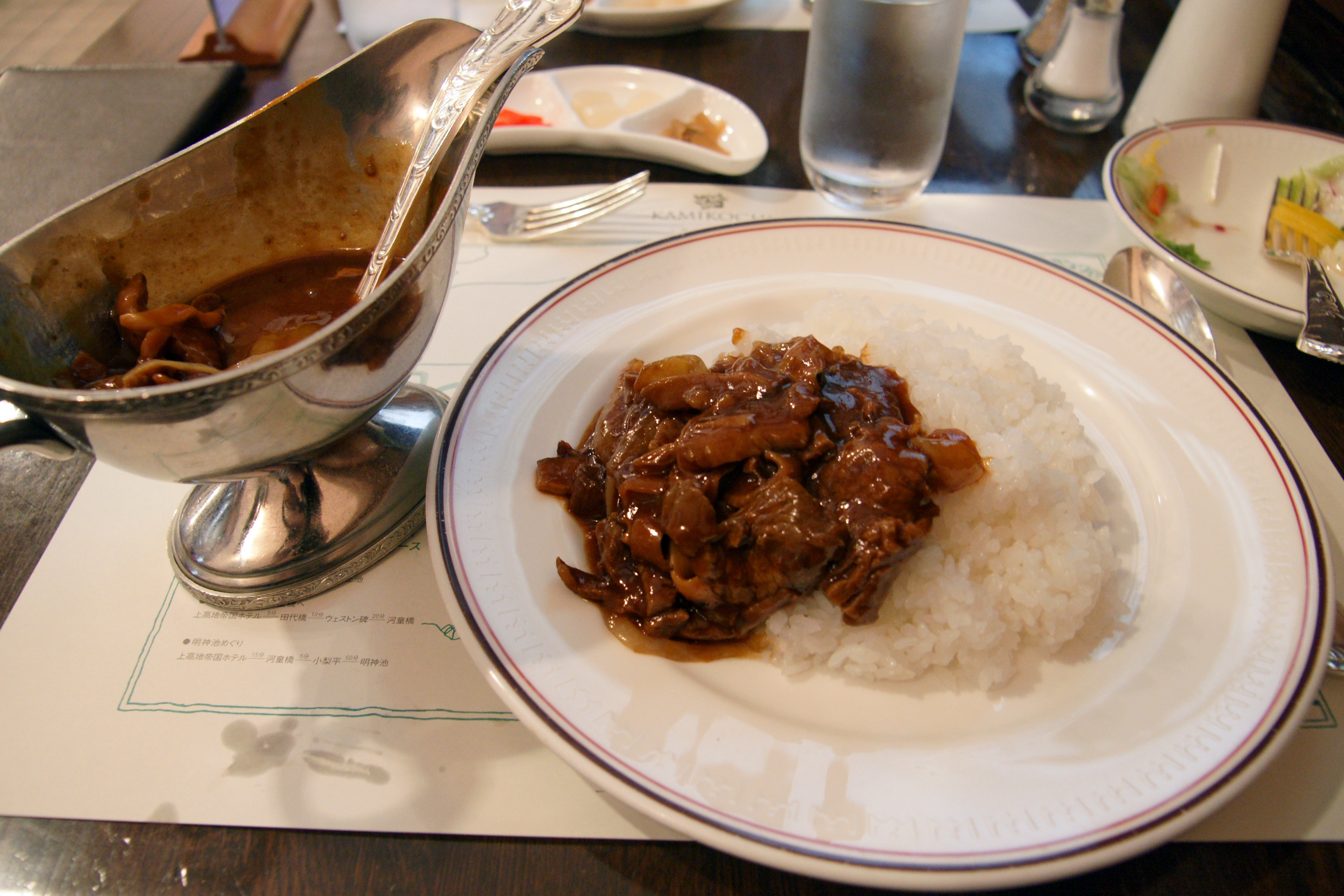
ハヤシライス

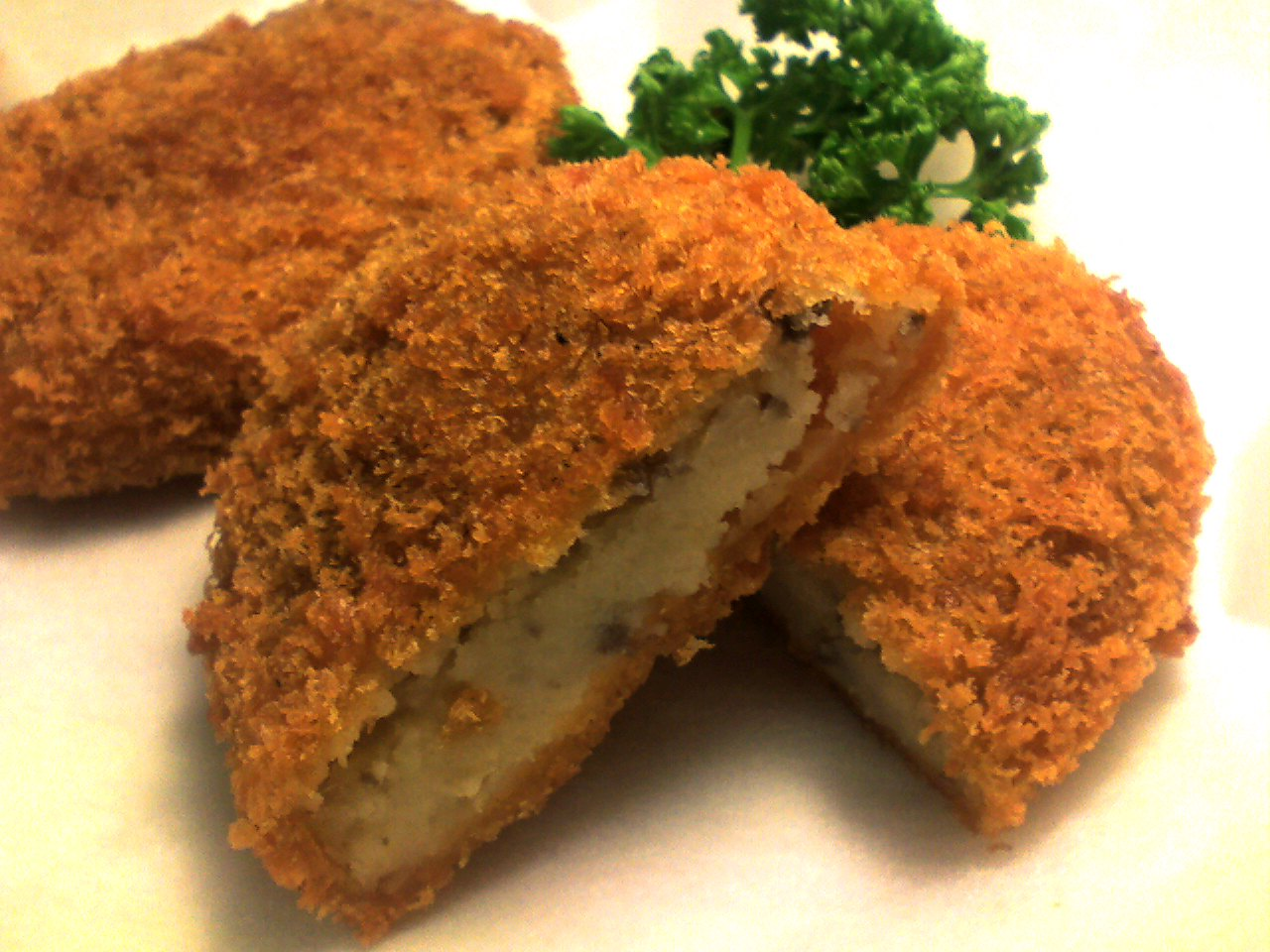
コロッケ

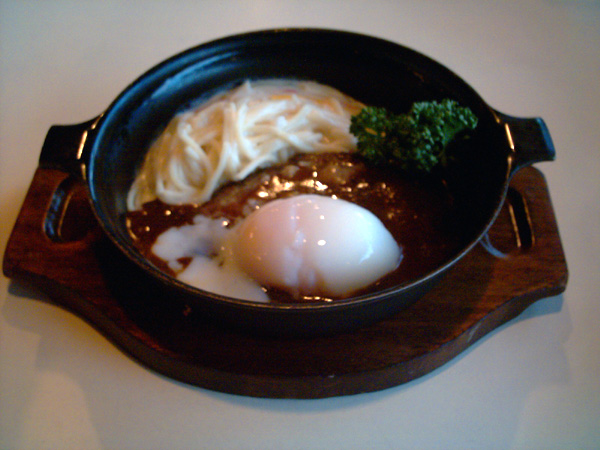
ハンバーグ

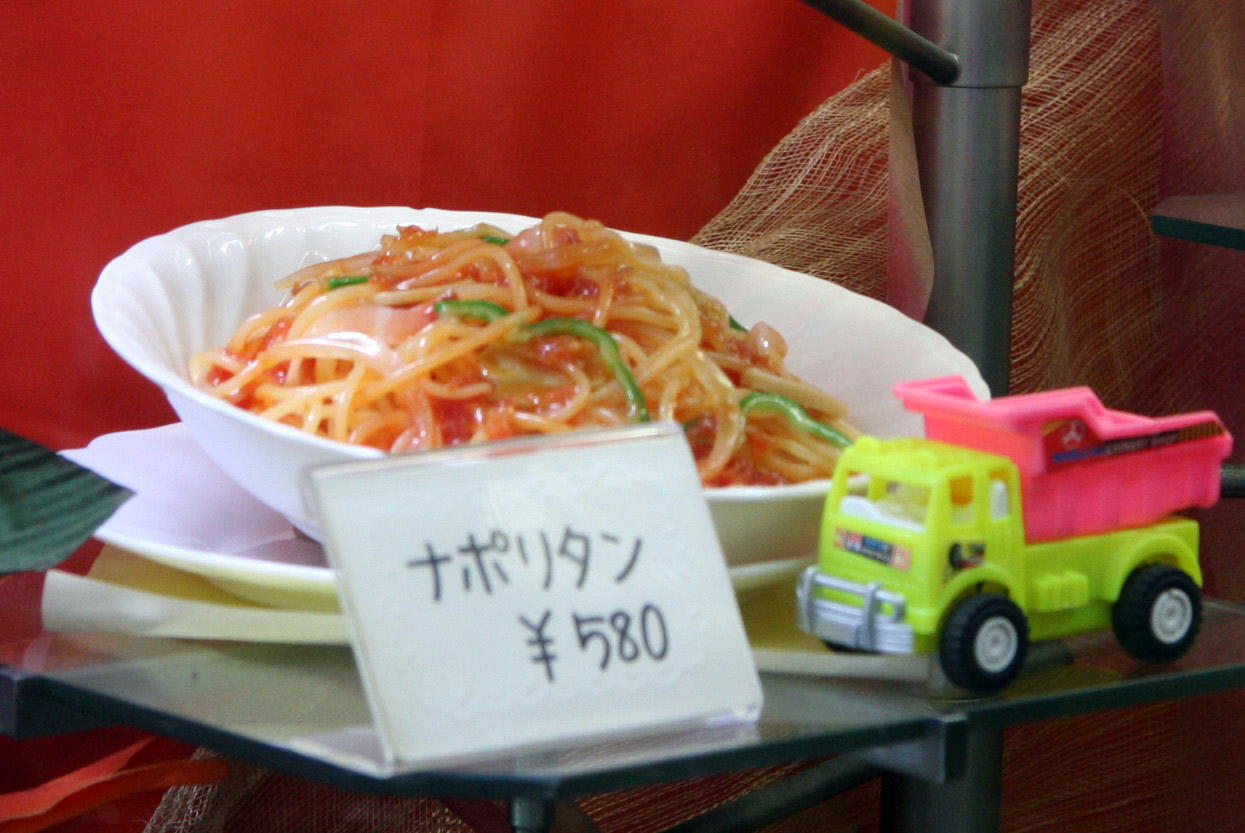
ナポリタン

- オムレツ - 鶏卵を割って溶き、塩・胡椒で味付けをしてフライパンで焼いた料理。作り方は単純だが経験が必要であり、フライパン料理の基本ともされる。タマネギ、チーズ、ハム、ひき肉、トマトなどを入れる場合もある。
- オムライス - ケチャップライスを卵の薄焼きでくるんだもの。起源は諸説ある。
- ハムエッグ / ベーコンエッグ- 朝食として普及しているほか、一部の洋食店や定食屋ではレギュラーメニューとして存在している。
- カレーライス - インド料理のカレーがイギリスを経由して日本に伝わり、洋食として広まった。軍の糧食や学校給食として採用され、米飯を主食とする日本の食文化とマッチして人気となった。「ライスカレー」とも呼ばれる。
- ハヤシライス - デミグラスソースあるいはトマトソースをベースとする薄切り牛肉の煮込み。ハッシュドビーフやビーフストロガノフに類似する。
- チキンライス - 鶏肉を具材としたトマトケチャップ味の焼き飯あるいは炊き込みご飯。
- コロッケ - 日本でポピュラーなポテトコロッケの起源については諸説ある（コロッケの項を参照）。俵型のクリームコロッケは戦後に広まったもので、エスコフィエの料理書「Le Guide Culinaire」にも掲載されている由緒あるフランス料理である[10]。
- カツレツ - スライスした牛・豚・鶏などの肉に卵液をつけ、パン粉をまぶし、多量の油で揚げて作る。牛カツ・豚カツ・鶏カツ・メンチカツ・エビカツなど。このうち豚カツはカツの代名詞になるほど普及し、昭和初期には東京下町の上野・浅草に「とんかつ」専門店を乱立させた。茶碗飯、味噌汁、御新香の膳立てで、日本独特のとんかつソースをかけて箸で食べさせるというスタイルは、もはや和食と呼んでも過言ではない[11]。
- フライ - 調理法はカツとおなじだが、素材が魚介類の場合はフライと呼ぶ。カキフライ・エビフライ・アジフライのほか、ホタテ・イカ・鮭・白身魚などが素材に使われる。とんかつ専門店でもよく扱われる。
- ステーキ - 肉類を大判の厚切りにカットして焼いた料理。古くは「テキ」とも呼ばれた。通常は牛肉料理を指し、厚切りで美味しく食べられる部位はサーロイン、フィレなどに限られているため高価であることが多い。その一方で、豚肉、鯨肉、レバーといった安価な材料でもステーキ風の料理が作られ、「とんてき」や「鯨のテキ」などと呼ばれることがあった。明治期以前の日本には存在しなかった食習慣であるが、醤油で味付けしたり、ワサビや大根おろしが添えられるなど、和風に調理される場合もある。
- ハンバーグ - 挽肉にパン粉や卵などのつなぎを合わせ整形して焼いた料理。戦後に普及した名称であり、戦前はハンブルグステーキやミンチボールなどと呼ばれた。比較的安価に作れるため、レストランでもお手頃な料理として人気となり、家庭料理としても早くから普及した。
- ピラフ - 元々はトルコ料理のピラウで、生米に具を加え出汁で炊いた炊き込みごはん料理。ただ、日本の洋食店でピラフとして出されている料理は必ずしも本来の作り方をしているとは限らず、すでに炊きあがった白米を洋風に味付けして炒めている場合もある。
- ソテー - 食材をシンプルにフライパンで焼いたもの。豚肉のポークソテーのほか、チキンや野菜などさまざま。
- ムニエル - 魚を小麦粉でファリネしてバターでソテーする、フランスでは一般的な魚介料理。
- スパゲッティ - 基本的にはイタリア料理であるが、早くから普及しローカライズが顕著であるナポリタンやミートソースは日本独自の洋食に分類される。
- シチュー - 肉や野菜を煮込んだイギリス料理で、フランス料理ではラグーやポトフの応用にあたる。日本では簡便な固形ルーを用いる調理方法が普及している。日本の洋食店では、ビーフシチューやクリームシチューが秋から冬にかけての定番メニューとなる。
- ロールキャベツ - 明治時代に伝来しており、現在ではおでんの具として用いられるほどに日本化している。
- グラタン - フランスではグラティネと発音し、オーブンやバーナーなどで表面に焼き色をつけることを指す。ポテトやシーフードなどの具材にホワイトソースとチーズをかけて焼いたグラタンはフランスでは古典的な料理。
  - ドリア - 昭和初期に、横浜ホテルニューグランドの初代総料理長・サリー・ワイルが考案した料理。米飯に獣肉や魚介のクリーム煮とチーズをのせてオーブンで焼いたライスグラタン。
- サラダ - 後年こそ野菜サラダを指すが、葉物野菜の生食を行わなかった食習慣もあり、もともとポテトサラダ、それもマヨネーズの味の強いものを中心にして「サラダ」と呼んでいた。この名残は回転ずしにもあり、要は「マヨネーズ味」なら何でもサラダと呼ぶ。また精肉店の惣菜にも「サラダ」があり、キュウリや玉ねぎも入るが、日持ちの関係から十中八九はマヨネーズ味のポテトサラダである。
- ランチ - 昼食に限らず、洋食としてイメージされる各種料理を盛り込んだプレートをこのように呼ぶ地域がある。全国的にはお子様ランチが代表的。
- コーンポタージュ - トウモロコシをゆでてから裏ごしして作るスープ。フランスのスープであるポタージュは、現地フランス含む欧米においてトウモロコシを材料に使うことは稀[12]。

### 洋菓子
詳しくは洋菓子を参照。